# أوقستو سيزار كاردوسو دي كارفاليو
أوقستو سيزار كاردوسو دي كارفاليو (بالبرتغالية: Augusto César Cardoso de Carvalho‏) هو عسكري برتغالي، ولد في 31 مارس 1836 في لشبونة في البرتغال، وتوفي بنفس المكان في 3 فبراير 1905.